# 부흥중학교 (인천)
부흥중학교(富興中學校)는 대한민국 인천광역시 부평구 부개동에 있는 공립 중학교이다.

## 학교 연혁
- 1987년 2월 28일 : 교사신축(교실 8, 관리실 2, 특별실 2, 운동장)
- 1987년 3월 1일 : 초대 김치현 교장 취임
- 1987년 3월 5일 : 부흥중학교 제1회 입학식(456명)
- 1987년 10월 20일 : 개교식 거행
- 1990년 2월 15일 : 제1회 졸업식 거행(464명)
- 2019년 1월 31일 : 도서관 공사 완료
- 2019년 3월 4일 : 급식실 공사 완료
- 2021년 9월 1일 : 제14대 이화용 교장 취임
- 2024년 1월 5일 : 제35회 졸업식(졸업생 146명, 누계 12,441명)
- 2024년 3월 4일 : 2024학년도 입학식(신입생 179명)

## 참고 자료
- 부흥중학교 - 한국교육학술정보원 학교알리미